# Michael Specht
Michael Specht (ur. 9 września 1976 w Zeitz) – niemiecki aktor teatralny, telewizyjny i filmowy, a także autor tekstów piosenek i solista.

## Życiorys
Urodził się w Zeitz, w Saksonii-Anhalt. W latach 1997–2001 studiował w Berlinie na wydziale aktorskim w Akademii Sztuk Dramatycznych im. Ernsta Buscha (Hochschule „Ernst-Busch” für Schauspielkunst).
Po ukończeniu szkoły teatralnej i obronie dyplomu, grał w teatrze Landesbühne Sachsen-Anhalt w Eisleben w spektaklach: Faust 1 (2003-2005) jako młody Faust i Elektra (2003-2005) jako Ajgistos. Występował także na scenie w przedstawieniach: Dziennik obłąkanego Nikołaja Gogola (2005) w głównej roli i Sprawozdanie dla Akademii Franza Kafki (2007).
Nieco później dostał się do przemysłu filmowego i telewizyjnego. W 2011 roku zagrał główną rolę Michy w filmie krótkometrażowym Micha i Moni (Micha und Moni). W 2015 roku w Dreźnie trafił na plan filmowy jednego z odcinków serialu kryminalnego ARD Tatort – Auf ein Schlag i wystąpił jako Wolfgang w komedii telewizyjnej ZDF Zapach owiec (Der Geruch der Schafe).

## Filmografia

### filmy fabularne
- 2014: Der schwarze Nazi jako ojciec rodziny
- 2015: Der Mogul jako redaktor
- 2015: Cornerstorys jako Klaus
- 2016: Schubert in Love: Vater werden ist (nicht) schwer jako pan Kaul
- 2017: Jackpot jako Donkey
- 2017: Leif in Concert jako Lolo
- 2018: In den Gängen jako Paletten-Klaus
- 2018: Kommissarin Heller – Herzversagen (TV-ZDF) jako Maik Riedeck

### seriale telewizyjne
- 2015: Löwenzahn jako Gerd Gips
- 2016: Tatort: Auf einen Schlag jako Walter Ungerland
- 2016: Blühe in Frieden jako Egon Krause
- 2016: Kobra – oddział specjalny – odc.: Jenseits von Eden jako Timo Gröber
- 2016: Alles Klara jako Michi Klein
- 2016: SOKO Wismar jako Heiner Grabowski
- 2016: Blaumacher jako Fred
- 2017: Arthurs Gesetz jako Freddy
- 2017: Deutschland 86 jako Harald Steinbrecher
- 2017: Kobra – oddział specjalny – odc.: Naga prawda (FKK-Alarm für Semir) jako Timo Gröber